# Conwy Borough FC
Conwy Borough FC (wal.: Clwb pêl-droed tref Conwy, eng.: Conwy Borough Football Club) ist ein walisischer Fußballverein aus Conwy.

## Geschichte
Der Verein wurde 1977 als Conwy United gegründet und war Gründungsmitglied der League of Wales. In der ersten Saison 1992/93 erreichte der Klub den 7. Platz. Drei Jahre später wurde das beste Ergebnis in der Liga mit dem dritten Platz erreicht.
Im Jahr 1996 war das Team im Intertoto Cup vertreten und wurde in der Gruppe mit Silkeborg IF, Zagłębie Lubin, Sporting Charleroi und SV Ried mit nur einem Remis in vier Spielen Letzter.
Nach acht Spielzeiten in der League of Wales musste die Mannschaft den Gang in die 2. Liga antreten. Sie trat aber der Welsh Alliance League bei, bis zum Jahr 2011. Danach ist die Mannschaft wieder in der 2. Liga vertreten und hat sich in  Conwy Borough FC umbenannt.

## 1. Liga
| Saison  | Pl. | Tore   | Pkt. |
| ------- | --- | ------ | ---- |
| 1992/93 | 07. | 051:51 | 57   |
| 1993/94 | 13. | 055:70 | 45   |
| 1994/95 | 12. | 060:65 | 49   |
| 1995/96 | 03. | 101:38 | 76   |

| Saison  | Pl. | Tore  | Pkt. |
| ------- | --- | ----- | ---- |
| 1996/97 | 07. | 66:44 | 68   |
| 1997/98 | 09. | 66:59 | 53   |
| 1998/99 | 07. | 55:49 | 49   |
| 1999/00 | 17. | 33:97 | 20   |